# Аршамбо V (граф Перигора)
Аршамбо V Старый (фр. Archambaud V le Vieux; ок. 1340 — 1399) — граф Перигора в 1361—1398 годах. Сын Роже-Бернара де Перигор (1299—1361) и Элеоноры де Вандом.

## Биография
Впервые упоминается в качестве графа Перигорского в документе, датированном 14 октября 1361 года.
После смерти дяди, кардинала Эли де Талейран-Перигора в 1364, потребовал возвращения анжуйских сеньорий Лавардак, Фёгароль и Кодежу. Когда-то они принадлежали его тётке Жанне Перигорской, но были захвачены англичанами, а после освобождения в 1345 году переданы кардиналу. Возвращение этих земель Аршамбо V в 1369 году было утверждено по приказу герцога Анжуйского.
Жена, Луиза де Мата, принесла Аршамбо V в приданое земли в Сентонже — сеньории Майа, Морнак, Руаян, Ариэн.
В 1369 году Аршамбо V на 9 лет освободил жителей города Перигё от уплаты некоторых налогов. По истечении указанного срока он потребовал возобновления платежей. Горожане обратились в Парижский парламент, и получили поддержку.
Аршамбо V обвинил своих подданных в неповиновении, и стал всячески их притеснять. За горожан вступился король, по его приказу граф был арестован и препровождён в Париж.
Он был обвинён в том, что начиная с 1376 года во главе вооружённого отряда занимался грабежами, убийствами, похищением людей с целью получения выкупа.
Его приговорили к смертной казни с конфискацией имущества. Затем казнь заменили высылкой в Англию, причём герцог Орлеанский Людовик, которому должны были отойти конфискованные земли перигорского графа, выплатил тому небольшую денежную компенсацию.
Вскоре после этого Аршамбо V умер. В датировке последних событий его биографии существуют расхождения: в одних источниках годом вынесения приговора и последующей смерти указан 1396 год, в других: высылка — 1398, смерть — 1399.

## Семья
У Аршамбо V и его жены Луизы де Маста (Мата) было трое детей:
- Аршамбо VI (ум. ок. 1430)
- Брунисенда, жена Жана де Партене
- Элеонора, жена Жана де Клермон, виконта д’Онэ.

Несмотря на объявленную судом конфискацию графства, сын Аршамбо V — Аршамбо VI сумел утвердить свою власть в отцовских владениях. Но не надолго — в 1399 году он был изгнан, и с ним прекратилась династия, правившая Перигором 400 лет.